# Umgekehrte Perspektive

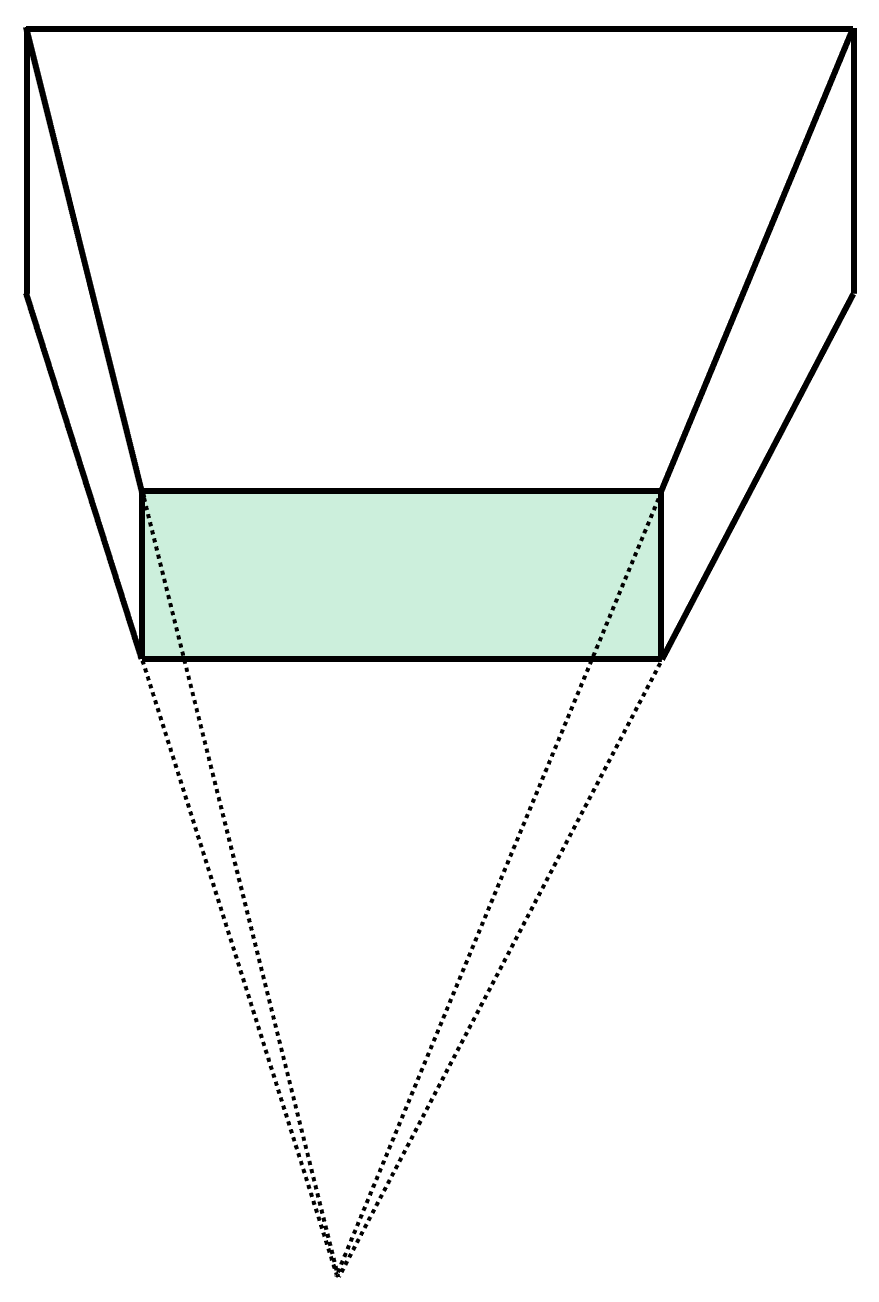
Umgekehrte Perspektive: Man sieht die linke und die rechte Seitenansicht des Quaders.

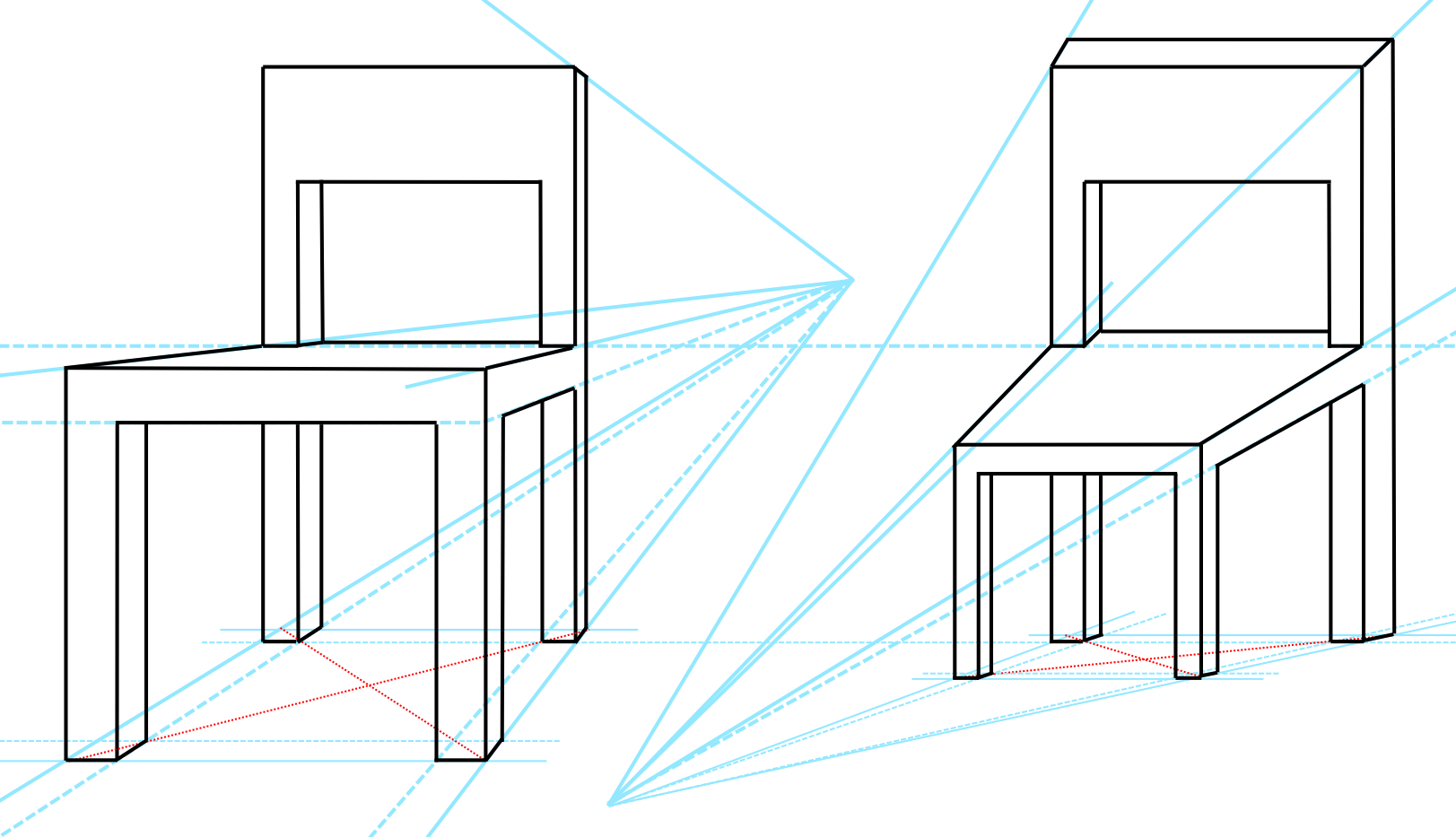
Stuhl in Einpunktperspektive und in umgekehrter Perspektive.

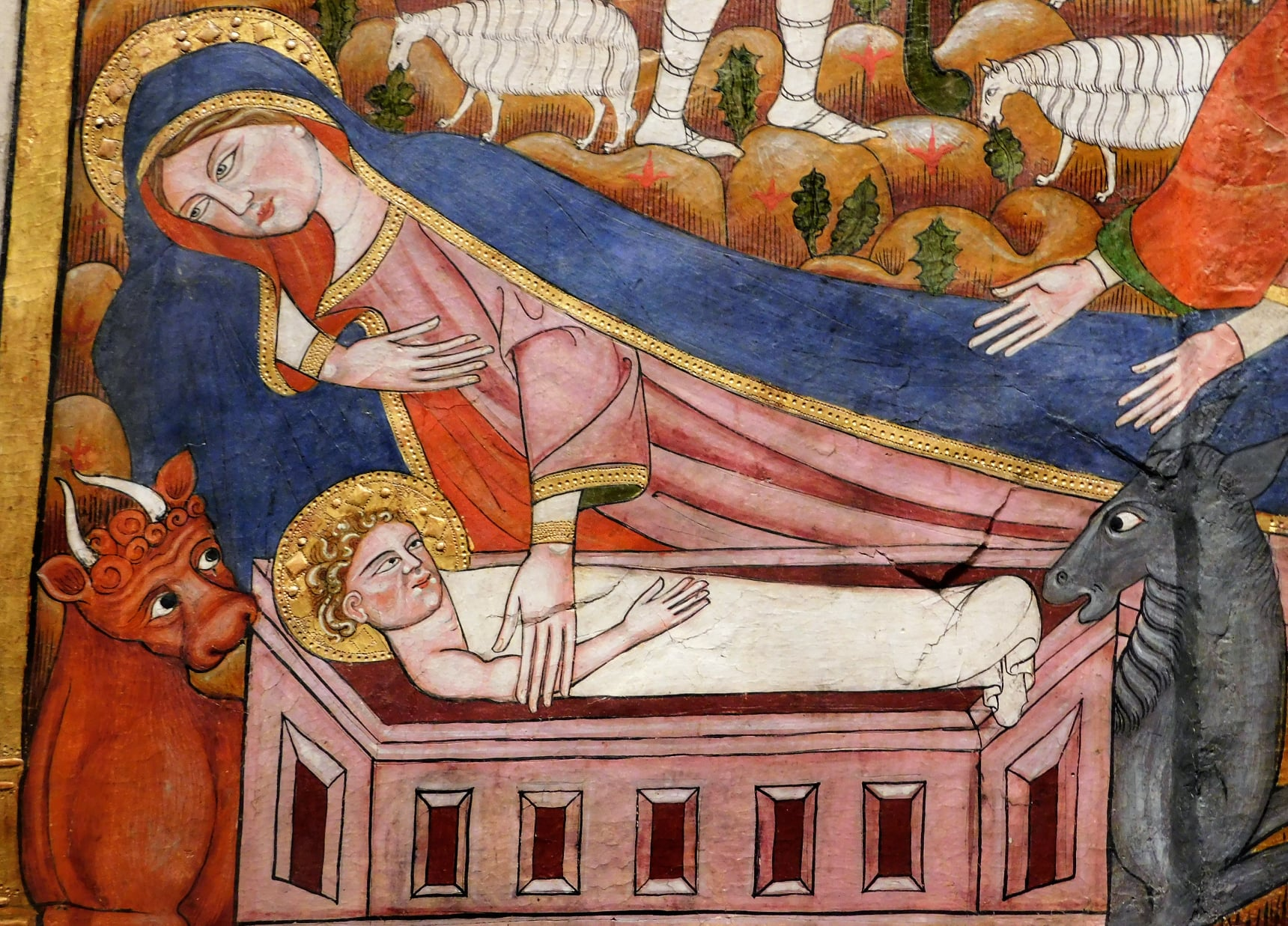
Umgekehrte Perspektive: Beide Seitenansichten des kubischen Sockels unter dem Jesuskind sind sichtbar. Geburt Christi, Detail eines spanischen Altarbildes, 1396.

Umgekehrte Perspektive bei Fußbank und Kommode. Evangelist Matthäus, byzantinische Malerei, 1063.

Die umgekehrte Perspektive (auch byzantinische Perspektive, divergierende Perspektive, inverse Perspektive, Umkehrperspektive, verkehrte Perspektive; englisch: reverse perspective) ist eine Darstellungsweise, bei der die am weitesten entfernten – oben auf dem Bild befindlichen – Gegenstände und Linien größer wiedergegeben sind als die unteren, näheren. In der Realität parallele Linien laufen zum Hintergrund hin auseinander, das heißt, sie divergieren. Die Darstellung orientiert sich nicht am Blickwinkel der Betrachtenden, sondern am Blickwinkel der im Bild dargestellten Personen.

## Beschreibung

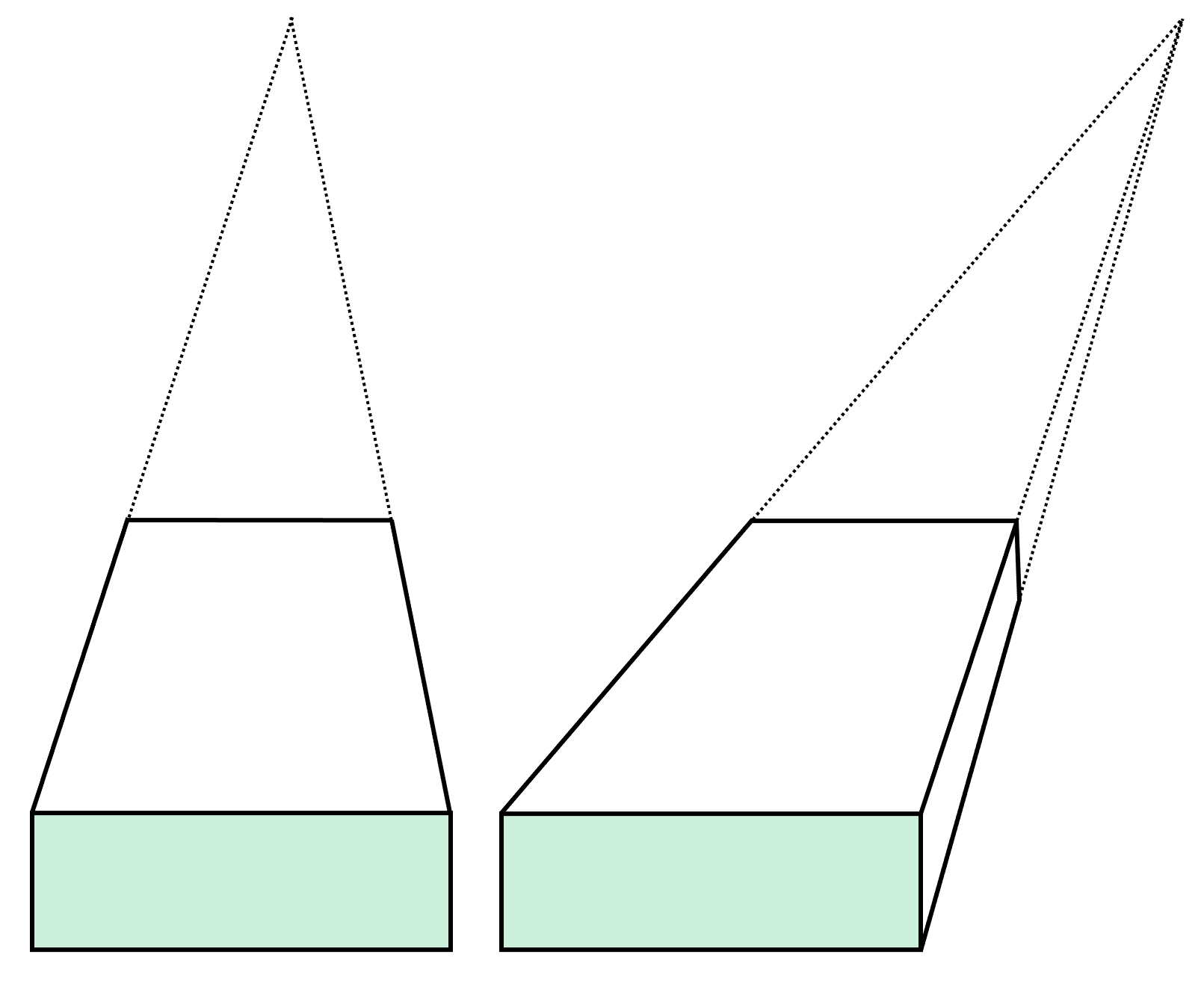
Fluchtpunkt-Perspektive: Bei den Quadern ist keine oder nur eine Seitenansicht zu sehen.

Bei der wirklichkeitsgetreuen Abbildung mit Fluchtpunktperspektive laufen die Tiefenlinien in einem Fluchtpunkt im Bildhintergrund zusammen (konvergierende Perspektive). Dabei verbirgt die Vorderseite des Gegenstandes eine Seitenfläche oder beide Seitenflächen. Bei der umgekehrten Perspektive hingegen laufen die Tiefenlinien zum Bildhintergrund hin auseinander (divergierende Perspektive), und der Fluchtpunkt liegt vor der Bildebene im realen Raum der Betrachtenden. Der Vorteil dieser Darstellung liegt darin, dass beide Seitenansichten gleichzeitig zu sehen sind. Eine mögliche Erklärung ist auch, dass eine Person, die im Bild hinter einem Gegenstand steht, diesen hinten groß und vorne klein wahrnimmt. Die genauen Gründe für die umgekehrte Perspektive werden in der Kunstwissenschaft immer noch diskutiert.
Die umgekehrte Perspektive mit auseinanderlaufenden oder divergierenden Formen entstand als anschauliches, elementares Mittel der Raumdarstellung lange bevor die Fluchtpunktperspektive erdacht wurde.

Günther Zainer: Kartenspiel, mittelalterliche Handschrift, 1472.

## Verwendung  in der Kunst
Angewandt wurde die umgekehrte Perspektive in der byzantinischen Malerei und der mittelalterlichen Buchmalerei. In der Renaissance verschwand sie aus der Malerei zugunsten einer wirklichkeitsgetreuen Abbildung. Erst als sich die Kunst von der Verwendung der realistischen Perspektive freigemacht hatte, wurde die umgekehrte Perspektive von modernen Künstlern wieder aufgegriffen. Beispiele finden sich im Kubismus und in Werken Pablo Picassos oder David Hockneys.